# Província de Cuneo
La província de Cuneo (piemontès Provincia ëd Coni, occità Província de Coni) forma part de la regió italiana del Piemont. Limita a l'oest amb els departaments d'Alts Alps i Alps d'Alta Provença (Provença-Alps-Costa Blava), al nord amb la província de Torí, a l'est amb la província d'Asti, i al sud amb les províncies d'Imperia i Savona (Ligúria). Dins del seu territori hi ha part de les Valls Occitanes.

## Orografia

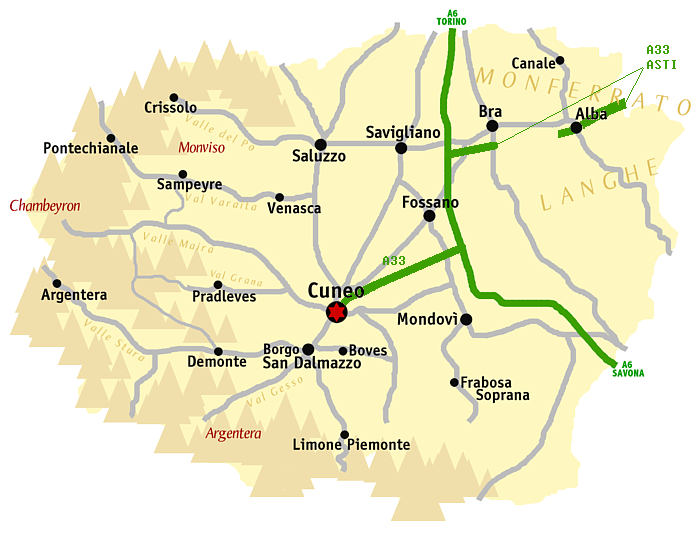
Mapa de la província de Cuneo

El sol és molt trencat, creuant-lo al nord-oest els Alps Cottis, al sud els Alps Marítims, a l'est contraforts dels Alps i la Ligúria. Aquestes serralades formen bells i fèrtils valls deixant en el centre una extensa clotada que continua vers el nord per la província de Torí. Els cims més elevats dels Alps Cottis en la província de Cuneo són el Traverssette (2.950 m.), (Viso (3.841 m.), La Meja (2.831 m.), Bracco (1.295 m.), i Bram. En l'alta vall de la Stura hi ha el congost de la Magdalena a 1.196 m. d'altura. Als Alps Marítims existeixen els cims de L'Encastrenye (2.955 m.) i el Timibras (3.032 m.), i a l'interior de la província les d'Argentiera (3.397 m.), Carsene (2.649 m.), Saccarello (2.200 m.), Antoroto, Marguareis i Mattos, i finalment, el congost de Tedda a (1.873 m.). En les ramificacions septentrionals d'aquesta serralada i en les occidentals dels Apenins Liguria, les altures no són tant pronunciades, doncs la màxima és de 898 m., i trobant-se entre les valls del Bormida i del Belbo.

## Hidrografia
A la conca del Po i pertanyen els principals rius que reguen el territori d'aquesta província, exceptuant el Tineo i el Roja, que neixen en el vessant meridional dels Alps Marítims i penetren a França i en la província de Porto Maurizio en la Ligúria respectivament. El Po, que té el seu origen en aquesta província, forma part del límit amb al de Torí, rebent en aquest trajecte les aigües del Varaita. El Maira, un altre dels seus afluents, creua la província d'oest a nord-est, engrossint el seu cabal amb el Mellea. Un altre dels tributaris del Po és el Tanaro, que neix en els límits de pa província de Porto Maurizio, recull el cabal del Carsaglia, l'Ellero, el Perio i la Stura. A més com a rius de menor importància poden citar-se el Bormida, el Belbo i el Meletta.

## Economia
El subsol és ric en minerals, abundant la plata, el plom, ferro, marbre, etc.,. El seu sol és fèrtil, produint cereals, vinya, i molta fruita. No hi escasseja el bestiar ramader, i tenen importància la sericicultura i l'apicultura.

## Comunicacions
Una via fèrria uneix la capital província amb Gènova i Torí. estant també en comunicació per mitjà del ferrocarril amb Mondovi, Albos, Saluzzo i Vièvolo. Existeixen línies secundàries que constitueixen una verdadera xarxa, i nombroses carreteres com la de Saluzzo a França, per la vall de Varaita; la de Cuneo a la citada República pel congost de la Magdalena i pel de Tenda, i les que des de Cuneo porten a la costa Mediterrània passant per Mondovi.

## Administració
Administrativament la província es divideix en quatre districtes, o circondarios; Alba (Piemont), Cuneo, Mondovi i Saluzzo, subdividits en 263 municipis. El districte de Cuneo té 63 municipis.

## Principals municipis
| Municipi           | Població |
| ------------------ | -------- |
| Cuneo              | 54,914   |
| Alba               | 30,083   |
| Bra                | 28,819   |
| Fossano            | 24,198   |
| Mondovì            | 22,068   |
| Savigliano         | 20,456   |
| Saluzzo            | 16,153   |
| Borgo San Dalmazzo | 12,011   |
| Racconigi          | 9,998    |
| Buscha             | 9,727    |
| Bueves             | 9,507    |
| Cherasco           | 7,633    |
| Barge              | 7,584    |
| Dronero            | 7,127    |